# Falköping
Falköping ist eine Stadt in der schwedischen Provinz Västra Götalands län. Sie liegt an der Västra stambana Stockholm–Göteborg etwa 150 km nordöstlich von Göteborg. Falköping ist der Hauptort der gleichnamigen Gemeinde.

## Geschichte
Falköping liegt in einem geschichtsträchtigen Gebiet, Falbygden mit der größten Dichte von Megalithanlagen in Skandinavien. Eine Siedlung lässt sich im 12. Jahrhundert nachweisen, Stadtrechte bekam Falköping frühestens am Ende des 14. Jahrhunderts. Im 16. Jahrhundert wurde die Stadt beinahe aufgegeben und im Dreikronenkrieg (1563–1570) wurde die Stadt niedergebrannt. Sie erholte sich nur langsam davon und hatte im Jahr 1800 nicht mehr als 450 Einwohner.

## Verkehr
Der Eisenbahnbau in der Mitte des 19. Jahrhunderts förderte die Entwicklung der Stadt, da von Falköping die Verbindungsstrecke zwischen der Västra stambana Stockholm–Göteborg zur Hauptstrecke Stockholm–Helsingborg ausging. Die Bahnstrecke Nässjö–Falköping ist in Betrieb, während die Bahnstrecke Landeryd–Falköping eingestellt wurde.

## Söhne und Töchter der Stadt
- Bosse Ringholm (* 1942), Politiker
- Frans Helmerson (* 1945), Musiker
- Jan Karlsson (* 1966), Radrennfahrer
- Mikael Nilsson (* 1968), Fußballspieler

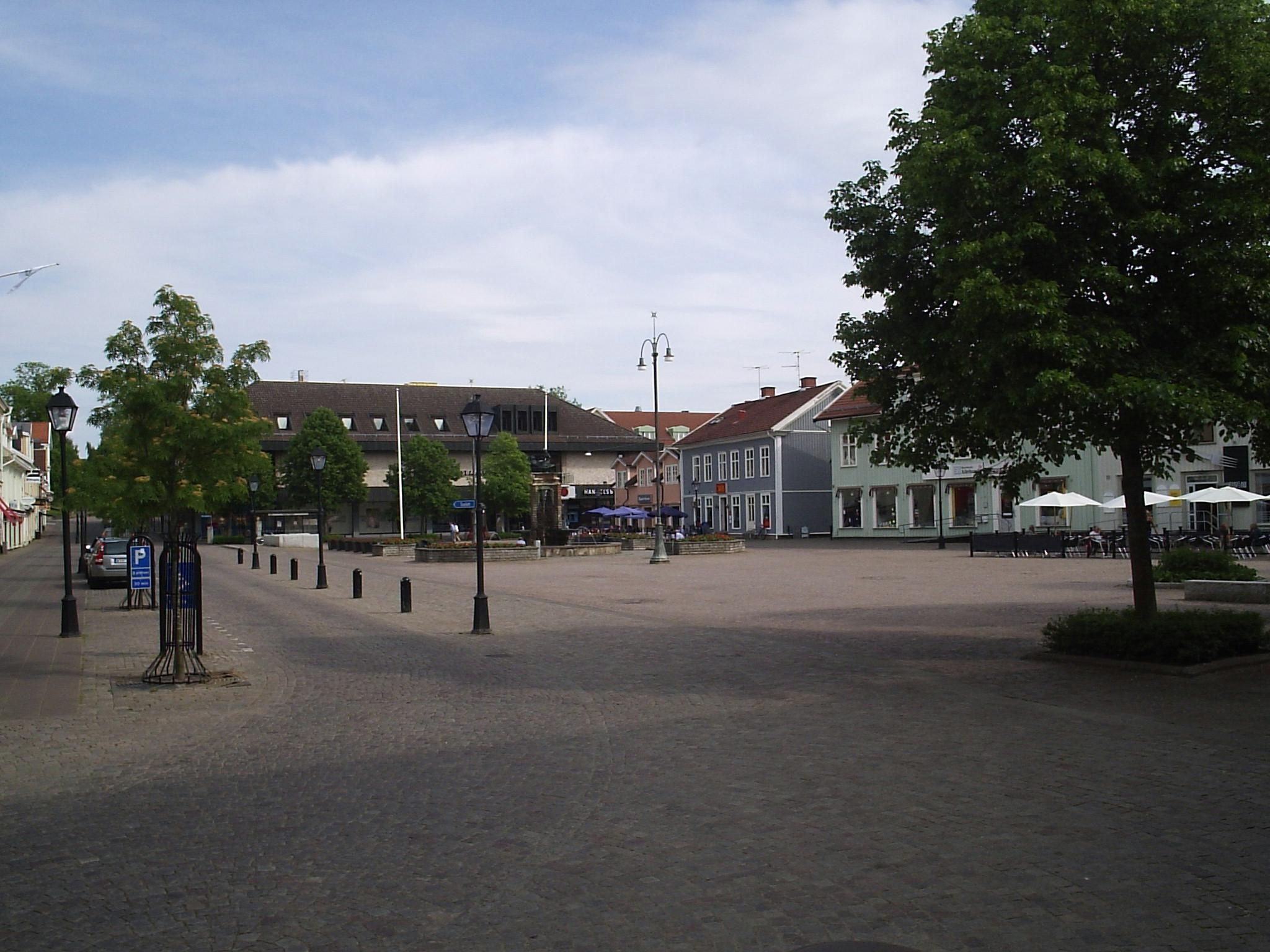
Stora Torget

- Ronnie Sandahl (* 1984), Journalist, Schriftsteller, Filmregisseur und Drehbuchautor
- Johanna Hagström (* 1998), Skilangläuferin